# Lipnik (Szczytno)
Lipnik (deutsch Lipnik, 1938 bis 1945 Jägerforst) ist ein kleiner Ort in der polnischen Woiwodschaft Ermland-Masuren und gehört zur Gmina Szczytno (Landgemeinde Ortelsburg) im Powiat Szczycieński (Kreis Ortelsburg).

## Geographische Lage
Lipnik liegt in der südlichen Mitte der Woiwodschaft Ermland-Masuren, sieben Kilometer südlich der Kreisstadt Szczytno (deutsch Ortelsburg).

## Geschichte
Lipnik (zeitweise auch: Lipnick) gehörte als Försterei und Wohnplatz  – mit im Jahre 1905 neun Einwohnern in einem Wohngebäude – zum Staatsforst bzw. Gutsbezirk Oberförsterei Reußwalde (polnisch Ruski Bór), später bis 1945 zur Landgemeinde Worfengrund (polnisch Czarkowy Grąd) im ostpreußischen Kreis Ortelsburg. Aus politisch-ideologischen Gründen der Abwehr fremdländisch klingender Ortsnamen erhielt Lipnik am 3. Juni – amtlich bestätigt am 16. Juli – 1938 die veränderte Ortsbezeichnung „Jägerforst“.
In Kriegsfolge wurde der Ort 1945 mit dem gesamten südlichen Ostpreußen an Polen überstellt und erhielt die polnische Namensform „Lipnik“. Heute ist der Weiler (polnisch Osada) eine Ortschaft innerhalb der Landgemeinde Szctyno (Ortelsburg) im Powiat Szczycieński (Kreis Ortelsburg), bis 1998 der Woiwodschaft Olsztyn, seither der Woiwodschaft Ermland-Masuren zugehörig.

## Kirche
Bis 1945 war Lipnik resp. Jägerforst in die evangelische Kirche Ortelsburg in der Kirchenprovinz Ostpreußen der Kirche der Altpreußischen Union sowie in die römisch-katholische Kirche Ortelsburg im Bistum Ermland eingepfarrt. Heute gehört Lipnik kirchlicherseits wie ehedem zur Kreisstadt: zur katholischen Pfarrei Szczytno im jetzigen Erzbistum Ermland und zur evangelischen Kirchengemeinde Szczytno, jetzt der Diözese Masuren der Evangelisch-Augsburgischen Kirche in Polen zugeordnet.

## Verkehr
Lipnik liegt an einer Nebenstraße, die – die Landesstraße 58 querend – die Ortschaften Ruski Bór (Reußwalde) und Siódmak (Schodmack, 1938 bis 1945 Wiesendorf) miteinander verbindet. Siódmak ist die nächste Bahnstation und liegt an der nur noch ab Chorzele befahrenen Bahnstrecke Ostrołęka–Szczytno.